# Berker
Berker GmbH & Co. KG – producent osprzętu elektroinstalacyjnego, systemów elektrycznych oraz automatyki do budynków mieszkaniowych i komercyjnych. Firma powstała w 1919 roku w Niemczech, w miejscowości Schalksmühle. Została założona przez dwóch braci – Hugona i Roberta Berkerów. Firma z czasem weszła w posiadanie własnych oddziałów na terenie Austrii, Rosji, Chin, Belgii, Holandii, jak również polskiej miejscowości Kórnik zlokalizowanej koło Poznania. W 2010 roku firma Berker Polska Sp. z o.o. stała się członkiem światowego koncernu Hager Group.

## Historia łączników Berker
W 1919 roku firma Berker wyprodukowała jeden z pierwszych łączników obrotowych K.15. Właśnie w 1919 roku w Waimarze powstała Uczelnia Artystyczno–Rzemieślnicza – połączenie akademii sztuk pięknych i szkoły rzemiosł artystycznych – zwana później szkołą Bauhausu. Był to przełomowy w architekturze czas w myśleniu o sztuce użytkowej, którego hasłem przewodnim było Form follows function (z ang. forma podąża za funkcjonalnością). Berker od samego początku swojego istnienia projektował osprzęt zgodnie z zasadami Bauhausu, co silnie wpłynęło na styl powstających produktów na długie lata.